# HD 43157
HD 43157 è una stella bianco-azzurra nella sequenza principale di magnitudine 5,82 situata nella costellazione dell'Unicorno. Dista 618 anni luce dal sistema solare.

## Osservazione
Si tratta di una stella situata nell'emisfero celeste australe, ma molto in prossimità dell'equatore celeste; ciò comporta che possa essere osservata da tutte le regioni abitate della Terra senza alcuna difficoltà e che sia invisibile soltanto molto oltre il circolo polare artico. Nell'emisfero sud invece appare circumpolare solo nelle aree più interne del continente antartico. La sua magnitudine pari a 5,8 la pone al limite della visibilità ad occhio nudo, pertanto per essere osservata senza l'ausilio di strumenti occorre un cielo limpido e possibilmente senza Luna.
Il periodo migliore per la sua osservazione nel cielo serale ricade nei mesi compresi fra dicembre e maggio; da entrambi gli emisferi il periodo di visibilità rimane indicativamente lo stesso, grazie alla posizione della stella non lontana dall'equatore celeste.

## Caratteristiche fisiche
La stella è una bianco-azzurra nella sequenza principale; possiede una magnitudine assoluta di -0,57 e la sua velocità radiale positiva indica che la stella si sta allontanando dal sistema solare.

## Sistema stellare
HD 43157 è un sistema stellare formato da due componenti. La componente principale A è una stella di magnitudine 5,82. La componente B è di magnitudine 11,8, separata da 1,7 secondi d'arco da A e con angolo di posizione di 209 gradi. La stella componente A pare essere doppia, Ab dista da Aa 0,0298", che a quella distanza corrispondono a circa 6 UA, mentre B dista dalla coppia principale circa 340 UA.